# Панцвајлер
Панцвајлер (њем. Panzweiler) општина је у њемачкој савезној држави Рајна-Палатинат. Једно је од 92 општинска средишта округа Кохем-Цел. Према процјени из 2010. у општини је живјело 271 становника. Посједује регионалну шифру (AGS) 7135070.

## Географски и демографски подаци
Панцвајлер се налази у савезној држави Рајна-Палатинат у округу Кохем-Цел. Општина се налази на надморској висини од 465 метара. Површина општине износи 3,8 km². У самом мјесту је, према процјени из 2010. године, живјело 271 становника. Просјечна густина становништва износи 70 становника/km².